# 3182 Shimanto
A 3182 Shimanto (ideiglenes jelöléssel 1984 WC) a Naprendszer kisbolygóövében található aszteroida. Tsutomu Seki fedezte fel 1984. november 27-én.